# Флоренція на Ельбі
Флоренція на Ельбі (нім. Elb-Florenz) — літературна назва Дрездена.
Вперше Дрезден заслужив порівняння з Флоренцією від німецького історика мистецтва Йоганна Готфріда Гердера, який у своїй «Адрастеї» у 1802 році назвав Дрезден з його художніми зібраннями «німецькою Флоренцією».
Однак ця назва Дрездена була обумовлена не тільки тими художніми цінностями, які зберігали музеї міста, а й мальовничим розташуванням Дрездена в долині Ельби і характерною бароковою архітектурою, за якою закріпився образний вислів «музика в камені». Художня атмосфера міста приваблювала багатьох творчих людей, що сприймали саме місто як єдиний твір мистецтва.
В 2004 році було практично повністю завершено відбудову зруйнованого під час Другої світової війни «історичного силуету» міста, і того ж року долину Ельби в межах міста занесено до списку Всесвітньої спадщини ЮНЕСКО. Однак, у зв'язку зі зведенням нового Вальдшльосхенського моста 25 червня 2009 року Дрезденська долина Ельби позбулася статусу об'єкта Всесвітньої спадщини.

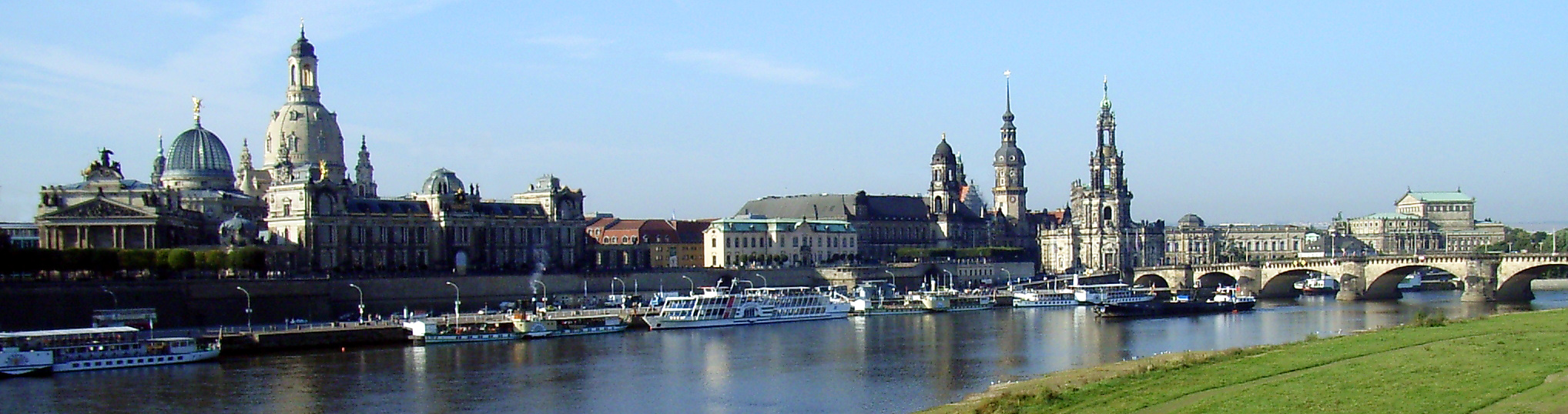
Тераса Брюля у Дрездені
Панорама Флоренції на Арно